# June Anderson
June Anderson (Boston, 30 de desembre de 1952) és una soprano de coloratura estatunidenca.
Va néixer a Boston, Massachusetts i va ser criada a Connecticut. Va iniciar els seus estudis de cant als 11 anys i va ser la finalista més jove fins aquell moment, en les audicions del Metropolitan Opera amb 17 anys.
Es va graduar en francès a la Universitat Yale i després va decidir continuar la carrera de cant. Va participar en nombroses audicions, però no va obtenir cap feina. Va continuar la recerca com un repte, donant-se un termini de dos anys per aconseguir-ho, en cas que no ho fes entraria a una escola de Dret.
Va fer el seu debut professional amb el paper de la Reina de la nit, de l'òpera La flauta màgica de Mozart, amb la New York City Opera, a la ciutat de Nova York el 1978. El seu debut europeu el va fer a Roma, el 1982, amb el paper principal de l'òpera Semiramide de Rossini. Des de llavors, Anderson ha cantat als teatres d'òpera més importants del món i ha gravat una col·lecció important d'òperes. Va cantar el rol de Lucia a Florència el 1983 i en La sonnambula a Venècia el 1984. El 1986 va debutar a l'Òpera de París, a La Scala de Milà i al Covent Garden.
El 1989 va debutar al Metropolitan Opera com Gilda de Rigoletto tornant entre 1990 i 2001 com Lucia, Violetta, Semiramide, Leonora d'Il trovatore i La Fille du régiment i el 1999 al Teatro Colón com Violetta tornant el 2001 per a Norma.
Encara que originalment es va donar a conèixer per les seves interpretacions en el belcanto, en òperes de Bellini i Donizetti, i particularment destacada en els personatges de Rossini, ha estès el seu repertori per incloure una gran varietat de rols, més recentment el de Daphne de Richard Strauss, que va interpretar a Venècia el juny de 2005.
Va ser condecorada amb la Legió d'Honor pel govern francès.

## Discografia

### Vincenzo Bellini
- Norma (DVD), Daniela Barcellona, Fabio Biondi, live - Teatro Regio di Parma, 2001 (DVD/Video)
- La sonnambula, Roberto Cecconi, live - La Fenice, Venice, 1984
- Beatrice di Tenda, Gianfranco Masini, live - La Fenice, Venice, 1987

### Gioachino Rossini
- Semiramide, Marilyn Horne, Samuel Ramey, James Conlon, live - Metropolitan Opera, 1990
- Mosè in Egitto, Claudio Scimone (1981) (PHILIPS 420 109-2)
- Maometto II, Samuel Ramey, Claudio Scimone (1983) (PHILIPS 412 148-2)
- Rossini - Soirées Musicales (La regata Veneziana - Il rimprovero - L'orgia - La partenza - La serenata - La pastorella - La pesca - La gita in gondola - La danza - La promessa - L'invito - I marinai) (1987, 1988)
- Rossini Scenes, Daniele Gatti (1991) (LONDON - 436 377-2)
- La donna del lago, Riccardo Muti, La Scala, Milan (1992) (PHILIPS 438 211-2)

### Gaetano Donizetti
- Lucia di Lammermoor, Alfredo Kraus, Gianluigi Gelmetti, live - Florence (1983)
- La Fille du régiment, Alfredo Kraus, Bruno Campanella, Opéra-Comique of Paris, 1986 (EMI CMS 763128 2)

### Giuseppe Verdi
- Rigoletto, Luciano Pavarotti, Leo Nucci, Shirley Verrett, Nicolai Ghiaurov, Riccardo Chailly (1989) (LONDON 425 864-2)
- I Lombardi alla prima crociata, Luciano Pavarotti, Richard Leech, Samuel Ramey, James Levine (1996) (London 455 287-2)
- Luisa Miller (DVD), T. Ichihara, Paul Plishka, live - Lyon National Opera, 1988 (Kultur Video)

### Leonard Bernstein
- Candide, Jerry Hadley, Christa Ludwig, Nicolai Gedda, Leonard Bernstein, 1989
- White House Cantata, Thomas Hampson, Barbara Hendricks, Kent Nagano, 1998
- Adolphe Adam, Le Postillon de Lonjumeau, Thomas Fulton, 1985 (EMI 557106-2)
- Tomaso Albinoni, Il Nascimento dell'Aurora, Claudio Scimone, 1983 (ERATO 751-522)
- Daniel Auber, La Muette de Portici, Alfredo Kraus, Thomas Fulton (1986) (EMI 7492842)
- Bizet, La Jolie Fille de Perth, Alfredo Kraus, Georges Prêtre, 1985 (EMI 7475598)
- Fromental Halévy, La Juive, José Carreras, Antonio De Almeida (1986, 1989) (PHILIPS 420 190-2)
- Massenet, Chérubin, Frederica von Stade, Samuel Ramey, Dawn Upshaw, Pinchas Steinberg (1991) (RCA 09026-60593-2)
- Meyerbeer, Robert le diable, Samuel Ramey, Thomas Fulton, Opéra de Paris (1985) (Legato LCD 229-3)
- Mozart, The Magic Flute, Barbara Hendricks, Jerry Hadley, Sir Charles Mackerras (1991) (TELARC CD-80302)
- Carl Orff, Carmina Burana, James Levine (1984) (DEUTSCHE GRAMMOPHON - 415 136-2)
- Richard Strauss, Daphne, Stefan Anton Reck, La Fenice, Venice (2005)
- Ambroise Thomas, Hamlet, Thomas Hampson, Samuel Ramey, Denyce Graves, Antonio de Almeida (1993) (EMI CDCC 7 54820 2)
- Wagner, Die Feen, Wolfgang Sawallisch, Festival de ópera de Múnich (1983) (ORFEO C 062 833 F)